# Telefo d'India
Telefo (greco: Telephos; fl. I secolo a.C.) è stato un re indo-greco che regnò tra il 75 e il 70 a.C..
Malgrado il suo nome di origine greca, è probabile che questo sovrano fosse di origini persiane. Le sue monete, caso raro nella monetazione indo-greca, non recano sue raffigurazioni; alcune monete sono state coniate sopra monete del re Archebio.